# Iwan Alexejewitsch Telegin
Iwan Alexejewitsch Telegin (russisch Иван Алексеевич Телегин; englische Transkription: Ivan Alexeyevich Telegin; * 28. Februar 1992 in Nowokusnezk) ist ein russischer Eishockeyspieler, der zuletzt bis zum Ende der Saison 2023/24 beim HK Awangard Omsk aus der Kontinentalen Hockey-Liga (KHL) unter Vertrag gestanden und dort auf der Position des Centers gespielt hat. Zuvor war Telegin bereits für den HK ZSKA Moskau in der KHL aktiv.

## Karriere
Iwan Telegin begann seine Karriere als Eishockeyspieler in der Nachwuchsabteilung von Metallurg Nowokusnezk, wo er in der Saison 2007/08 sein Debüt in der zweiten Mannschaft des Vereins in der drittklassigen Perwaja Liga gab. Nachdem er im CHL Import Draft 2009 von den Saginaw Spirit aus der Ontario Hockey League (OHL) ausgewählt worden war, wechselte der Stürmer zur Saison 2009/10 nach Nordamerika. Er verbrachte zunächst zwei Spielzeiten bei den Spirit und wurde, nachdem er ins Second All-Rookie Team der Liga berufen worden war, im NHL Entry Draft 2010 in der vierten Runde als insgesamt 101. Spieler von den Atlanta Thrashers aus der National Hockey League (NHL) ausgewählt. Zur Spielzeit 2011/12 wechselte der Russe innerhalb der OHL zu den Barrie Colts.
Nach der Umsiedlung des Atlanta-Franchises gingen die Transferrechte Telegins an die Winnipeg Jets über, die ihn bereits im Juli 2011 unter Vertrag genommen hatten. Zur Saison 2012/13 wechselte der Angreifer in den Profibereich und verbrachte die Spielzeit bei Winnipegs Farmteam, den St. John’s IceCaps, in der American Hockey League (AHL). Im Januar 2014 kehrte Telegin nach Russland zum HK ZSKA Moskau aus der Kontinentalen Hockey-Liga (KHL) zurück, nachdem die Winnipeg Jets ihn wegen eines Vertragsdisputs sowie Nachwirkungen einer Gehirnerschütterung mit Beginn der Spielzeit 2013/14 suspendiert hatten.
Zu Beginn der Saison 2014/15 wurde das seit Januar bestehende Leihgeschäft beendet und Telegin wurde von ZSKA fest unter Vertrag genommen. Im Frühjahr 2019 gewann er mit ZSKA den Gagarin-Pokal und damit die russische Meisterschaft. Nach sieben Jahren beim Armeesportklub verließ die Hauptstadt im Sommer 2021 und schloss sich dem HK Awangard Omsk an. Dort war er weitere drei KHL-Spielzeiten bis zum Ende der Saison 2023/24 aktiv.

### International
Den ersten internationalen Einsatz hatte Telegin bei der World U-17 Hockey Challenge 2009, bei dem sich die Russen auf dem siebten Platz platzierten. Mit der russischen U20-Nationalmannschaft nahm er im Juniorenbereich auch an den U20-Junioren-Weltmeisterschaften der Jahre 2010 sowie 2012 teil und gewann mit seiner Mannschaft im Jahr 2012 die Silbermedaille.
Bei den Weltmeisterschaften 2016, 2017 und 2019 gewann er mit der russischen A-Nationalmannschaft die Bronzemedaille. Er gehörte auch dem Kader der Sbornaja beim World Cup of Hockey 2016 an. Bei den Olympischen Winterspielen 2018 im südkoreanischen Pyeongchang gewann Telegin unter neutraler Flagge die Goldmedaille.

## Erfolge und Auszeichnungen
- 2010 OHL Second All-Rookie-Team
- 2017 Teilnahme am KHL All-Star Game
- 2019 Gagarin-Pokal-Gewinn und Russischer Meister mit dem HK ZSKA Moskau

### International
| - 2009 Silbermedaille beim Ivan Hlinka Memorial Tournament - 2012 Silbermedaille bei der U20-Junioren-Weltmeisterschaft - 2016 Bronzemedaille bei der Weltmeisterschaft | - 2017 Bronzemedaille bei der Weltmeisterschaft - 2018 Goldmedaille bei den Olympischen Winterspielen - 2019 Bronzemedaille bei der Weltmeisterschaft |

## Karrierestatistik
Stand: Ende der Saison 2023/24

### International
| Vertrat Russland bei: - World U-17 Hockey Challenge 2009 - Ivan Hlinka Memorial Tournament 2009 - U20-Junioren-Weltmeisterschaft 2010 - U20-Junioren-Weltmeisterschaft 2012 | - Weltmeisterschaft 2016 - World Cup of Hockey 2016 - Weltmeisterschaft 2017 - Weltmeisterschaft 2019 | Vertrat die Olympischen Athleten aus Russland bei: - Olympischen Winterspielen 2018 |

(Legende zur Spielerstatistik: Sp oder GP = absolvierte Spiele; T oder G = erzielte Tore; V oder A = erzielte Assists; Pkt oder Pts = erzielte Scorerpunkte; SM oder PIM = erhaltene Strafminuten; +/− = Plus/Minus-Bilanz; PP = erzielte Überzahltore; SH = erzielte Unterzahltore; GW = erzielte Siegtore; 1 Play-downs/Relegation; Kursiv: Statistik nicht vollständig)